# قهرمانی والیبال ساحلی جهان
اف ای وی بی قهرمانی والیبال ساحلی جهان یک رقابت دو سالانه است که توسط اف ای وی بی و با حضور تیم‌های ملی والیبال ساحلی کشورهای جهان در بخش زنان و مردان برگزار می‌شود.
این مسابقات در سال ۱۹۹۷ میلادی راه‌انداری شد و اولین دوره آن در لس آنجلس، کالیفرنیا برگزار شد. برزیل در مجموع با ۱۲ قهرمانی پرافتخارترین تیم مسابقات است. قهرمانی جهان معتبرترین مسابقات والیبال ساحلی جهان زیر نظر فدراسیون جهانی است.
از سال ۱۹۸۷ تا سال ۱۹۹۶ ده دوره مسابقات غیر رسمی برگزار شد و در تمام این ده دوره برزیل میزبان مسابقات بود.